# Leoz
Leoz település Spanyolországban, Navarra autonóm közösségben. Leoz San Martín de Unx, Tafalla, Pueyo, Garínoain, Orísoain, Olóriz, Ibargoiti, Ezprogui és Lerga községekkel határos. Lakosainak száma 210 fő (2024).

## Népesség
A település népessége az elmúlt években az alábbi módon változott:
| Lakosok száma | 264  | 267  | 278  | 272  | 272  | 253  | 243  | 220  | 226  | 210  |
|               | 2001 | 2004 | 2006 | 2009 | 2011 | 2014 | 2016 | 2019 | 2021 | 2024 |